# Ricardo Medina Deleon
Ricardo Medina DeLeon (nacido el 4 de noviembre de 1971) es un exjugador y mánager de béisbol de ligas menores que actualmente entrena en las menores. También ha entrenado a Panamá en múltiples eventos internacionales, incluido el Clásico Mundial de Béisbol de 2009. Es hermano del ex lanzador de Grandes Ligas de béisbol Rafael Medina.

## Carrera

### Como Jugador
Medina fue un jugador de cuadro de esquina que jugó en la organización de los Cachorros de Chicago de 1989 a 1994. Comenzó su carrera profesional con los Cachorros de Wytheville en 1989, jugando en 51 juegos y bateando .264 en 163 turnos al bate. En 1990, jugó 41 partidos para los Cachorros de Ginebra, bateando .222 en 90 turnos al bate. Dividió la temporada de 1991 entre Geneva y los Peoria Chiefs, bateando un promedio combinado de .292 en 73 juegos. Pasó 1992 y 1993 con Peoria. En la temporada anterior, bateó .263 con cinco jonrones y cinco bases robadas en 457 turnos al bate. También obtuvo 60 bases por bolas y sólo 58 ponches. En la última temporada, bateó .254 sin bases robadas, aunque intentó robar cinco veces. Ese año, dio 40 bases por bolas y sólo 37 ponches. Jugó su última temporada en 1994 con los Cachorros de Daytona, bateando .226 en 54 juegos. En general, Medina bateó .261 en sus seis años de carrera en ligas menores. En 432 juegos, conectó 17 jonrones y 71 dobles.

### Como Mánager
En 2007, Medina dirigió a los Cachorros de AZL con un récord de 27-29, que los colocó sextos en la liga. Después de una temporada como entrenador asistente de los Tennessee Smokies, Medina se convirtió en entrenador de bateo de los South Bend Cubs a principios de 2018. Medina entrenó para Panamá en la Copa Mundial de Béisbol de 2007 y en el Clásico Mundial de Béisbol de 2009.